# 黄嘉欣 (足球运动员)
黄嘉欣（2006年1月25日—），安徽亳州人，中国女子职业足球运动员，司职后卫，目前效力于女超联赛球队上海女足。

## 生涯
2012年，进入上海市杨浦区平凉路第四小学一年级开始接触足球。2013年，进入杨浦区青少年业余体育学校学习。2017年，进入上海市青少年业余体育学校。2019年，进入东方绿舟上海0506梯队。2021，首次被选入中国U17。2022年，随队参加U17女足世界杯。2023年，首次入选中国U20。2023年1月，入选中国金童奖（U17）候选名单。

## 家庭
- 哥哥：黄嘉辉（英语：Huang_Jiahui），中国职业足球运动员。
- 弟弟：黄嘉乐